# دانشنامه اسپرانتو
دائرةالمعارف اسپرانتو (Enciklopedio de Esperanto) دانش‌نامه‌ای است در مورد جنبش زبان اسپرانتو. آغازگر این پروژه ایوان شیریائف (Ivan Ŝirjaev) بود که حدود ۱۰۰۰ فیش برای نگاشتن آن تهیه کرده بود. پس از فوت او در سال ۱۹۳۳، این پروژه توسط لایوس کوکنی (Lajos Kökény) و ویلموس بلیر (Vilmos Bleier) و با همکاری تعداد کثیری از اسپرانتیست‌های سراسر جهان، ادامه یافت.
نخستین ویراست این مرجع بزرگ زبان اسپرانتو در سال ۱۹۳۴ در شهر بوداپست و توسط جهان ادبیات (Literatura Mondo) در دو مجلد و با حدود ۲۵۰۰ مقاله انتشار یافت.
ویرایش تک‌جلدی این اثر در مجارستان و توسط انجمن اسپرانتوی مجارستان (Hungaria Esperanto-Asocio) در سال‌های ۱۹۷۹ و ۱۹۸۵ منتشر گردید.
در حال حاضر، نقش این کتاب را ویکی‌پدیای اسپرانتو بازی می‌کند که بخش کوچکی از آن، متن کامل آخرین ویرایش دائرةالمعارف اسپرانتو است. ویکی‌پدیای اسپرانتو در آذرماه ۱۳۹۴ دارای بیش از ۲۲۰۰۰۰ مقاله است.